# Cholmogorski rajon
Der Cholmogorski rajon (russisch Холмогорский муниципа́льный район, transkribiert Cholmogorski munizipalny rajon) ist eine Verwaltungseinheit innerhalb der Oblast Archangelsk. Er befindet sich südlich der Oblasthauptstadt Archangelsk und hat 25.061 Einwohner (Stand 14. Oktober 2010). Das administrative Zentrum ist das Dorf Cholmogory.

## Geographie
Der Rajon befindet sich im Zentrum der Oblast. An ihn grenzt der Primorski rajon im Nordwesten, der Pineschski rajon im Osten, der Winogradowski rajon im Südosten, die geschlossene Stadt Mirny im Süden und der Plessezki rajon im Westen.
Fast der gesamte Rajon liegt im Einzugsgebiet der Nördlichen Dwina, die diesen von Osten nach Westen durchläuft. Die wichtigsten Zuflüsse der Dwina innerhalb des Rajons sind die Jemza, die Pukschenga und die Pinega. Den Norden des Rajons durchfließt die Kjolda, ein linker Zufluss der Kuloi. Wie auch die übrige Oblast Archangelsk gehört der Rajon zur Taiga und wird somit größtenteils von borealem Nadelwald bedeckt.
Im südlichen Teil des Rajons, nordwestlich des Selo Jemezk, liegt das Naturreservat Siski sakasnik (Сийский заказник).

## Geschichte
Das Gebiet des heutigen Rajon wurde ursprünglich von Finno-ugrische Völkern bewohnt, bevor es zuerst von slawischen Pomoren besiedelt und im 12. Jahrhundert Teil der Republik Nowgorod wurde. Nach dem Fall Nowgorods im 15. Jahrhundert gingen dessen Ländereien an das Großfürstentum Moskau über.
Der Ort Cholmogory wurde bereits im 12. Jahrhundert schriftlich erwähnt und war bis zur Gründung der Stadt Archangelsk 1584 eines der wichtigsten Handelszentren des russischen Nordens. Durch einen Ukas Katharinas der Großen wurde der Cholmogorski ujesd im Jahr 1780 gegründet. 1796 wurde der Ujesd Teil des Gouvernements Archangelsk. Im Jahr 1922 wurde das Verwaltungszentrum des Cholmogorski ujesd nach Jemezk verlegt und umbenannt. Bis 1925 trug der Ujesd den Namen Jemezki ujesd, bevor die Verwaltungseinheit 1925 Teil des Archangelski ujesd wurde. Durch eine weitere Verwaltungsreform wurde 1929 der Ujesd Teil des Nördlichen Krai und in zwei neue Rajone, den Cholmogorski rajon sowie den Jemezki rajon, aufgeteilt. Im Zuge weiterer Verwaltungsreformen wurde der Nördliche Krai 1936 zur Nördlichen Oblast und bereits im Jahr 1937 in die Oblaste Archangelsk und Wologda aufgeteilt. 1959 wurde der Jemezki rajon aufgelöst und mit dem Cholmogorski rajon vereinigt.

## Bevölkerungsentwicklung
Die folgende Übersicht zeigt die Entwicklung der Einwohnerzahlen des Cholmogorski rajon.
| Jahr | Einwohner |
| ---- | --------- |
| 1959 | 47.196    |
| 1970 | 40.765    |
| 1979 | 36.727    |
| 1989 | 35.891    |
| 2002 | 30.797    |
| 2010 | 25.054    |

Anmerkung: 1959–2010 Volkszählungsdaten

## Verwaltungsgliederung

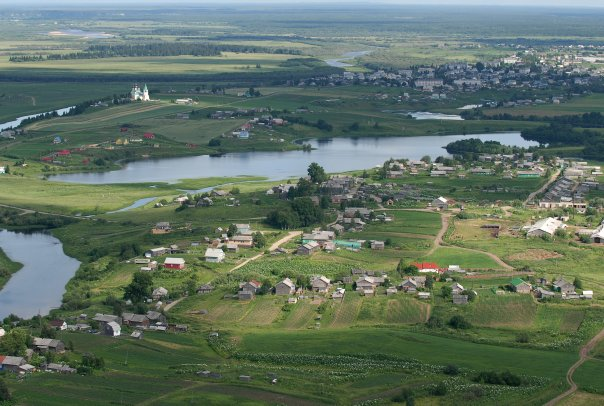
Blick nach Nordosten über die Gemeinde Matigorskoje, etwa zwei Kilometer südlich von Cholmogory. Oben links ist die Auferstehungskirche von Matigory aus dem Jahr 1694 zu sehen.

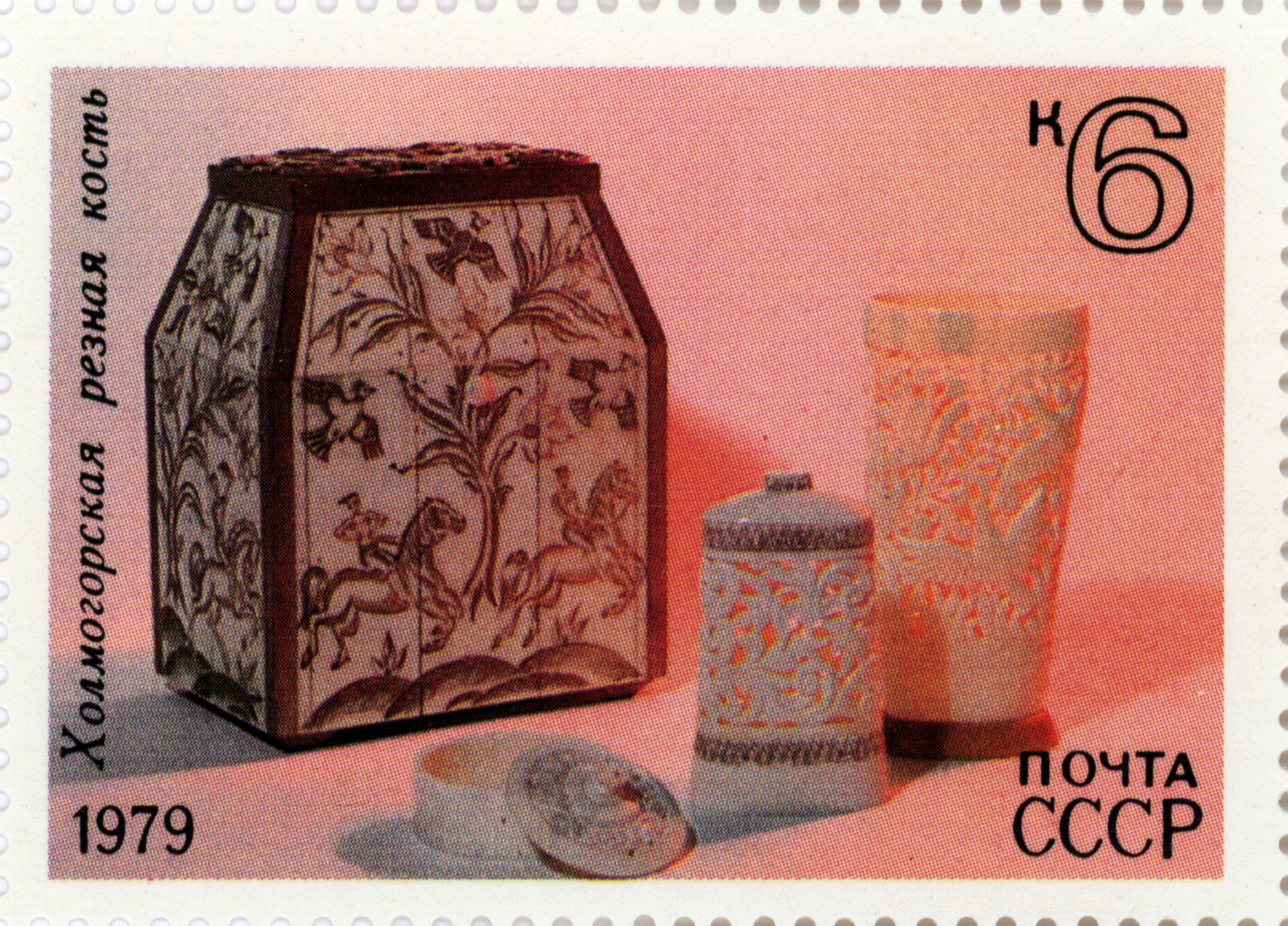
Beinschnitzereien aus Cholmogory auf einer sowjetischen Briefmarke

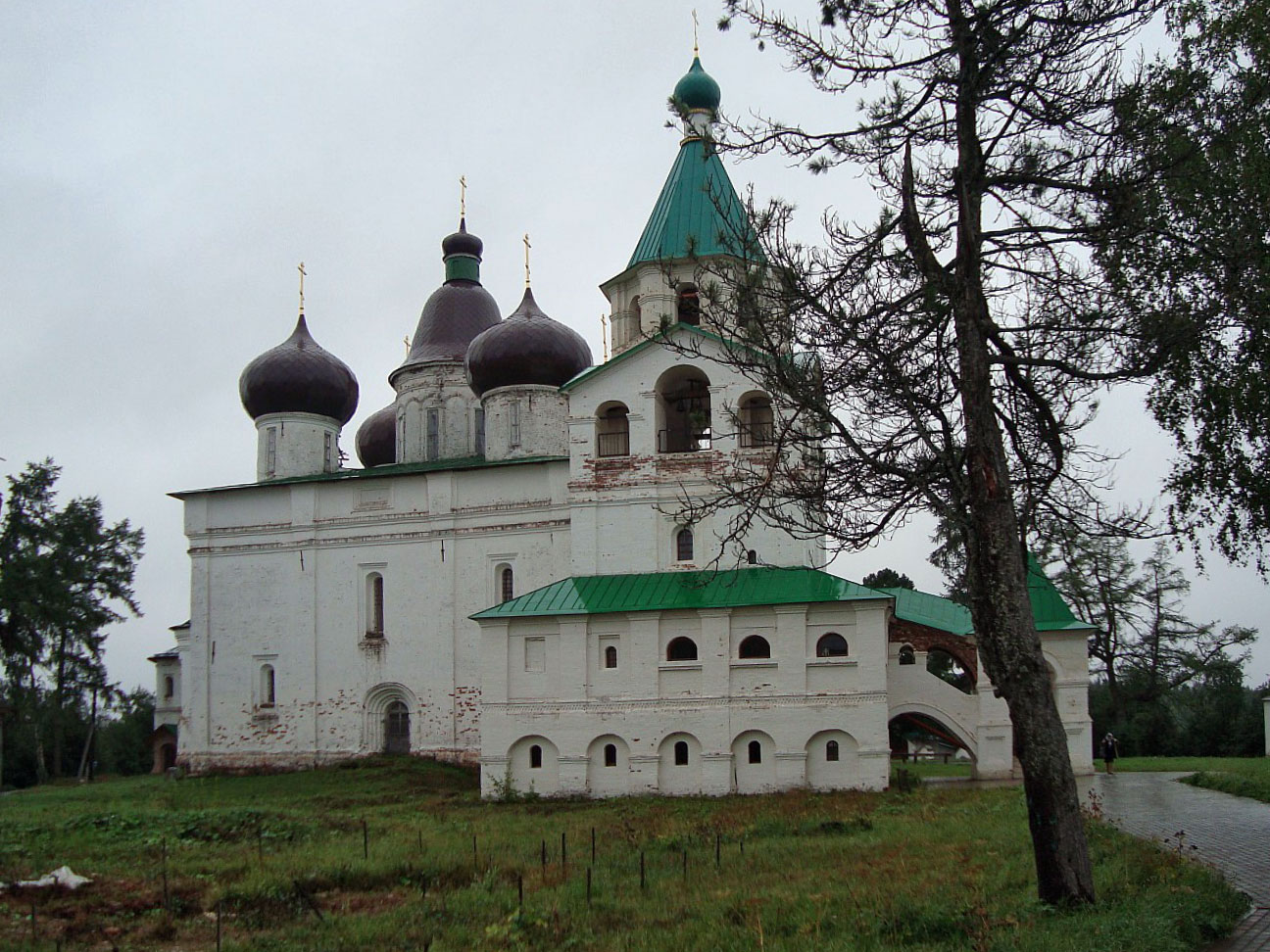
Anton-Sijski Kloster

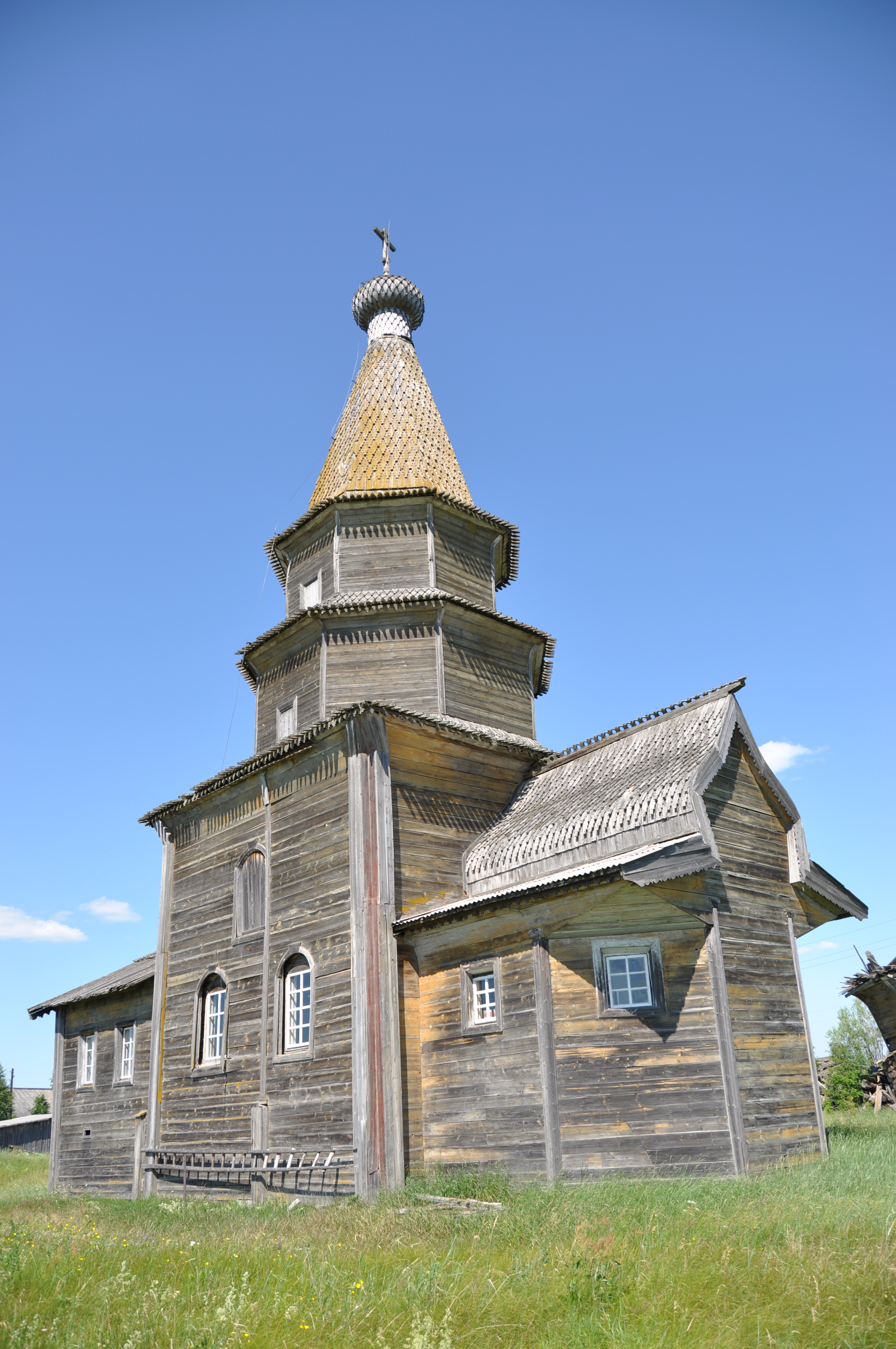
Peter- und Pauls-Kirche von Ratonawolok

Der Cholmogorski rajon, mit Cholmogory als administrativem Zentrum, ist in 13 Gemeinden (муниципальное образование, deutsch Munizipales Gebilde) unterteilt, die den Status einer Landgemeinden (сельское поселение) besitzen. Im Cholmogorski rajon leben 25.061 Einwohner (Stand 14. Oktober 2010).
| Gemeinde (munizipalnoje obrasowanije)                         | Art der Gemeinde                          | Verwaltungszentrum                          | Einwohner |
| ------------------------------------------------------------- | ----------------------------------------- | ------------------------------------------- | --------- |
| Belogorskoje (Муниципальное образование «Белогорское»)        | selskoje posselenije (сельское поселение) | Belogorski (Белогорский)                    | 905       |
| Chawrogorskoje (Муниципальное образование «Хаврогорское»)     | selskoje posselenije (сельское поселение) | Pogost (Погост)                             | 769       |
| Cholmogorskoje (Муниципальное образование «Холмогорское»)     | selskoje posselenije (сельское поселение) | Cholmogory (Холмогоры)                      | 5414      |
| Dwinskoje (Муниципальное образование «Двинское»)              | selskoje posselenije (сельское поселение) | Dwinskoi (Двинской)                         | 1130      |
| Jemezkoje (Муниципальное образование «Емецкое»)               | selskoje posselenije (сельское поселение) | Jemezk (Емецк)                              | 4948      |
| Kechotskoje (Муниципальное образование «Кехотское»)           | selskoje posselenije (сельское поселение) | Markowskaja (Марковская)                    | 549       |
| Koidokurskoje (Муниципальное образование «Койдокурское»)      | selskoje posselenije (сельское поселение) | Chomjakowskaja (Хомяковская)                | 451       |
| Lukowezkoje (Муниципальное образование «Луковецкое»)          | selskoje posselenije (сельское поселение) | Lukowezki (Луковецкий)                      | 2729      |
| Matigorskoje (Муниципальное образование «Матигорское»)        | selskoje posselenije (сельское поселение) | Charlowo (Харлово)                          | 3464      |
| Rakulskoje (Муниципальное образование «Ракульское»)           | selskoje posselenije (сельское поселение) | Brin-Nawolok (Брин-Наволок)                 | 1454      |
| Swetloserskoje (Муниципальное образование «Светлозерское»)    | selskoje posselenije (сельское поселение) | Swetly (Светлый)                            | 1163      |
| Ust-Pineschskoje (Муниципальное образование «Усть-Пинежское») | selskoje posselenije (сельское поселение) | Ust-Pinega (Усть-Пинега)                    | 1052      |
| Uchtostrowskoje (Муниципальное образование «Ухтостровское»)   | selskoje posselenije (сельское поселение) | Gorka-Kusnetschewskaja (Горка-Кузнечевская) | 641       |

## Kultur und Sehenswürdigkeiten
Vom 17. bis zum 19. Jahrhundert war die Region für ihre Beinschnitzerei bekannt. Bekannte Beinschnitzer aus Cholmogory arbeiteten unter anderem am Hofe des Zaren Peter der Große. Bei der Cholmogory-Beinschnitzerei werden traditionell Walrosselfenbein, Robbenknochen, Rinderknochen, sowie in seltenen Fällen Elefanten- und Mammut-Elfenbein verwendet. Heute besteht im Ort Lomonossowo eine Beinschnitzerei-Fabrik sowie eine Schule für Beinschnitzerei.
Im Cholmogorski rajon befinden sich etwa 40 Objekte, welche nach dem russischen Gesetz als kulturelle beziehungsweise historische Denkmäler föderaler Bedeutung klassifiziert werden. Bei den meisten dieser Objekte handelt es sich um historische Kirchengebäude, wie das 1520 erbaute Anton-Sijski Kloster (Антониев-Сийский монастырь), die hölzerne Peter- und Pauls-Kirche (Петропавловская церковь) von Ratonawolok (heute Pogost) aus dem Jahr 1722, die hölzerne Kirche des Seligen Basilius (Церковь Василия Блаженного) aus dem Jahr 1824, sowie die 1691 fertiggestellte Christi-Verklärungs-Kathedrale (Спасо-Преображенский собор) von Cholmogory.
Im Rajon gibt es drei staatliche Museen:
- das Heimatmuseum des Cholmogorski rajon (Холмогорский районный краеведческий музей) in Cholmogory[8]
- das Lomonossow-Museum (Историко-мемориальный музей М.В. Ломоносова) in Lomonossowo[9]
- das Jemezker Heimatmuseum (Емецкий краеведческий музей)[10]

## Wirtschaft und Verkehr
Die Holzwirtschaft ist der wichtigste Industriezweig des Rajon. Zudem spielt die Landwirtschaft eine wichtige Rolle. In der Viehwirtschaft wird unter anderem eine spezielle Rinderrasse (Cholmogory-Rind, russ. Холмогорская порода) genutzt, welche besonders gut an die niedrigen Temperaturen des hohen Nordens angepasst ist.
Linksseitig der Nördlichen Dwina verläuft die Fernverkehrsstraße M8 durch den Rajon. Von Cholmogory und Jemezk aus bestehen regelmäßige Linienbusverbindungen nach Archangelsk. Rechtsseitig der Dwina durchläuft die Eisenbahnstrecke Archangelsk – Karpogory, mit den beiden Haltepunkten Kenizy und Lukowezki, den Rajon. Im Rahmen des Projektes BelKomUr ist geplant die bestehende Strecke bis Perm zu verlängern um eine Transportmagistrale vom Weißen Meer bis in den Ural zu schaffen.
Über die Nördliche Dwina und die Pinega bestehen unregelmäßige Schiffsverbindungen.

## Persönlichkeiten

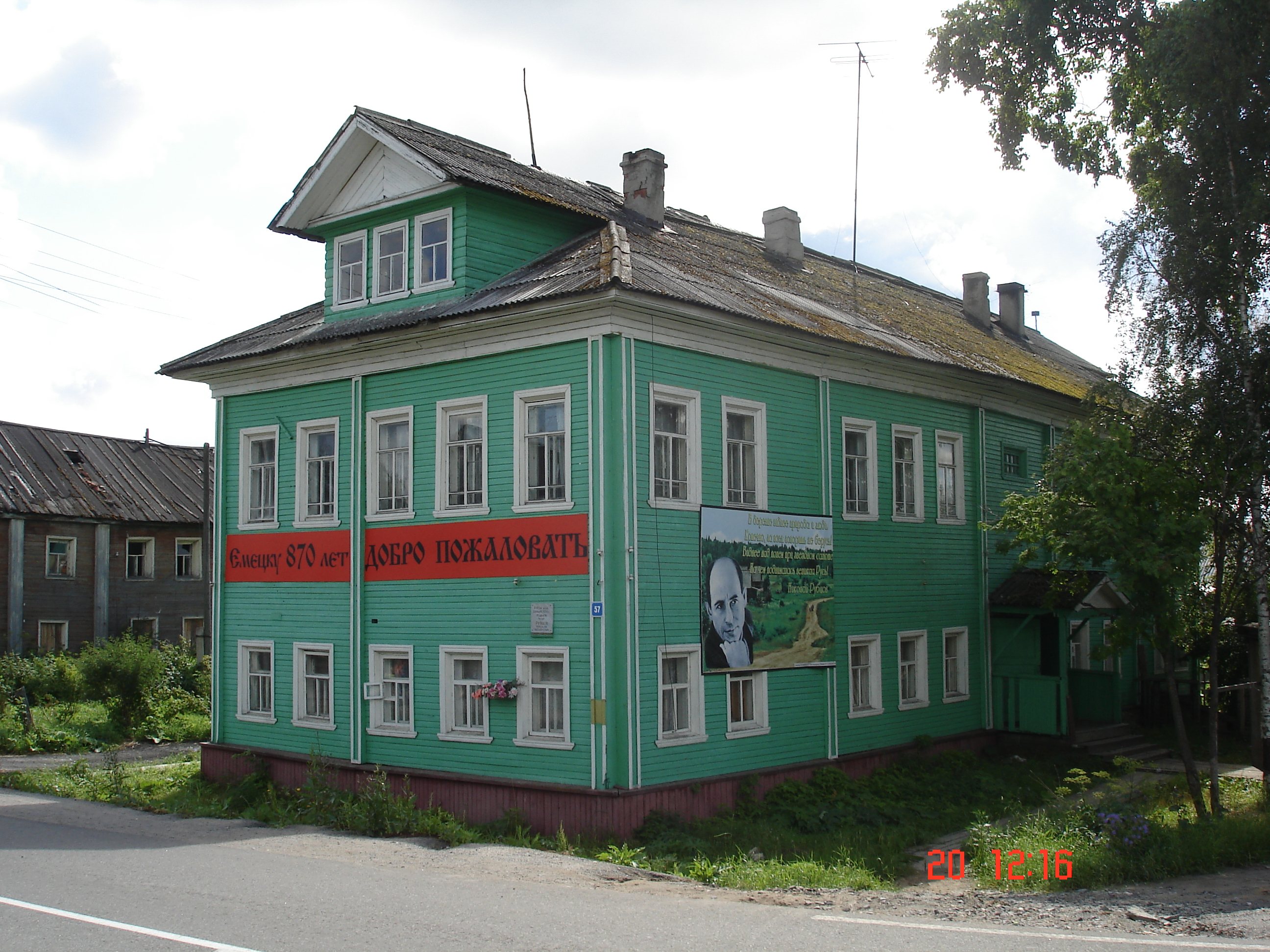
Geburtshaus des Poeten Nikolai Rubzow in Jemezk

Im Gebiet des heutigen Rajon Cholmogory wurden einige berühmte russische Persönlichkeiten geboren. Der bekannteste unter ihnen ist der Universalgelehrte, Dichter und Naturwissenschaftler Michail Lomonossow, der aus dem Dorf Denisowka (heute Lomonossowo) stammt. Weitere bekannte Persönlichkeiten sind unter anderem der Bildhauer Fedot Schubin, der Poet Nikolai Rubzow sowie der Armeegeneral Pjotr Luschew.